# Ilvatelek
Ilvatelek (románul: Lunca Ilvei) település Romániában, Erdélyben, Beszterce-Naszód megyében.

## Fekvése
Nagyilva mellett fekvő település, Beszterce-Naszód megye északkeleti határán, az Ilva patak völgyében.

## Története
Ilvatelek korábban Nagyilva része volt.
1956-ban 2713 lakosából 2662 román, 33 magyar, 7 német volt. 1966-ban 3417 lakosából 3350 román, 42 magyar, 11 német volt. 
1992-ben 3335 lakosából 3325 román, 5 magyar, 1 német volt. A 2002-es népszámláláskor 3287 lakosa volt, melyből 3282 német és 3 magyar volt.

## Látnivalók, turizmus
A község területén áthalad a 2018-ban létrehozott Via Transilvanica hosszútávú turistaút Felföld (Ținutul de Sus) nevű szakasza.